# 拉孔科爾迪亞縣
0°0′N 79°23′W / 0.000°N 79.383°W
拉孔科爾迪亞縣（西班牙語：Cantón La Concordia），是厄瓜多爾的縣份，位於該國中部，由聖多明各-德洛斯查奇拉斯省負責管轄，面積325平方公里，人口42,924，人口密度每平方公里132.07人。